# Ahacija Kacin
Ahacija (Ivanka) Kacin slovenska redovnica, učiteljica, knjižničarka * 4. maj 1899 Idrija, † 21. avgust 1979, Gorica

## Življenje in delo
Ahacija Kacin, pri krstu Ivanka, se je rodila v veččlanski rudarski družini. Oče ji je bil Ivan, mati Marija (rojena Mohorič). V rojstnem kraju je obiskovala sedemletno osnovno (1905-12) in dvoletno čipkarsko šolo (1913-15) ter gospodinjsko šolo (1915-16), katero so jo vodile ljubljanske uršulinke. Takratna predstojnica Elizabeta Kremžar je odločilno vplivala na njen življenjski poklic. Jeseni 1916 je vstopila v noviciat Kongregacije šolskih sester v Mariboru in tu končala učiteljišče. Septembra 1922 so jo predstojniki, ker je bila italijanska državljanka, poslali k šolskim sestram v Tomaj. V Tomaju je 25 let poučevala na zavodski osnovni, strokovni in gospodinjski šoli in se ves čaš borila proti poskusom fašističnih oblasti, da bi ukinile slovenske šole. Leta 1947, ko je bil Tomaj priključen k Jugoslaviji je odšla v Gorico v Zavod sv. Družine in tu ostala do smrti. Ime sestre Ahacije bo za vedno zapisano v zgodovino tega zavoda. V dveh obdobjih (1949-56 in 1957-63) je prevzela vodstvo zavoda. Notranji in zunanji obnovi te važne slovenske ustanove v Gorici, ki so jo fašisti ukinili, po končani vojni pa s pristankom nove oblasti zasedli istrski optanti, je sestra Ahacija posvetila vse svoje najboljše moči sposobne organizatorke in odlične vzgojiteljice. Veliko zaslug pa ima tudi, da je v Zavodu prenovila in povečala knjižnico, tako da je le ta postala ena najbogatejših slovenskih knjižnic v Gorici.